# Hüvelyk Panna (film, 1978)
A Hüvelyk Panna (世界名作童話 おやゆび姫; Szekai meiszaku dóva: Ojajubi Hime; Hepburn: Sekai meisaku dōwa: Oyayubi Hime) 1978-ban bemutatott japán animációs fantasy kalandfilm, amelyet a Toei Animation készített Kino Tacudzsi és Szerikava Júgo rendezésében. A film A világ legszebb tündérmeséi sorozat tagja. A szereplőket Tezuka Oszamu alkotta meg, a forgatókönyvet Ojabu Ikuko és Cunoda Koicsi írta, a zenéjét Kikucsi Sunszuke szerezte.
A történet Hüvelyk Panna kalandos útjáról szól, mialatt eljut Tulipánországba a királyfihoz.

## Cselekmény
„Egy derék jóravaló asszony, nagyon magányosnak érezte magát, és a vágya egy gyermek volt. Egyszer csak jött egy tündér, adott neki egy tulipánhagymát, a derék asszony elültette egy virágcserépbe, megöntözte, és akkor növekedett, szép tulipán sarjadt, benne lakott egy icipici kislány. Olyan pici volt, mint egy gyerek hüvelykujja, ezért elnevezte Hüvelyk Pannának.”
Másnap délután Hüvelyk Panna mamája elmegy bevásárolni, Hüvelyk Panna pedig csónakázik a vízzel teli mélytányéron. Ám hirtelen megérkezik Bunbu a darázsfiú (másképpen: cserebogár fiú), Hüvelyk Panna szeretne kimenni vele a nagy tulipános rétre. Egyszer aztán megérkezett egy királyfi, a Tulipánország király fia, de Hüvelyk Panna elfutott előle, és elbújt az egyik tulipánsziromba. Bunbu megpróbálja őt szóra bírni, de hiába, így a királyfi megkérte Bunbut, hogy adjon oda egy medált Hüvelyk Pannának, amin egy tulipán látható virágszélmalommal. Erre előbújt Hüvelyk Panna a tulipánszirmokból és beleszeretett a királyfiba. Az esti harangszó hallatán a királyfinak haza kell mennie, de előbb megkérdezi a lány nevét. Hüvelyk Panna megmondta, ám a királyfinak nem hangzik jól ez a név, inkább Majának fog hívni, és elbúcsúztak egymástól.

## Szereplők
| Szereplő             | Japán hang       | Magyar hang                |
| -------------------- | ---------------- | -------------------------- |
| Hüvelyk Panna        | Szugijama Kazuko | Hűvösvölgyi Ildikó         |
| Bunbu                | Mijagi Mariko    | Gálvölgyi János            |
| Királyfi             | Ohara Noriko     | Felföldi László            |
| Anyabéka             | Takahasi Kazue   | Czigány Judit              |
| Apabéka              | Nagai Icsiró     | Kaló Flórián               |
| Breki                | Kisida Kjóko     | Maros Gábor                |
| Narrátor             | Kisida Kjóko     | Kassai Ilona               |
| Pocok asszony        | Nozava Maszako   | Tábori Nóra                |
| Vakond úr            | Tomita Kószei    | Horváth Gyula              |
| Ducili kisasszony    | N/A              | Magda Gabi                 |
| Vakond úr inasa      | N/A              | Gruber Hugó                |
| Fecske asszony       | N/A              | Galambos Erzsi             |
| Hüvelyk Panna mamája | N/A              | Békés Itala                |
| Pehely               | N/A              | Detre Annamária            |
| Pille                | N/A              | Laklóth Aladár             |
| Harcsa úr            | N/A              | Képessy József             |
| Csíkbogarak          | N/A              | Straub Dezső Márton András |
| Molnárpoloska        | N/A              | Verebély Iván              |
| Méh                  | N/A              | Szabó Ottó                 |
| Idős méh             | N/A              | Surányi Imre               |
| Rádióbemondó         | N/A              | Varga T. József            |
| Tücsök úr            | N/A              | Tyll Attila                |
| TV-bemondó           | N/A              | Somogyvári Pál             |

## Betétdalok
| Magyar             | Magyar                                                                 | Japán            | Japán          |
| Dal                | Előadó                                                                 | Dal              | Előadó         |
| ------------------ | ---------------------------------------------------------------------- | ---------------- | -------------- |
| Breki dala         | Maros Gábor Straub Dezső Márton András Verebély Iván Bergendy-együttes | ゲコゲコソング   | Torioroszuaoni |
| Hüvelyk Panna dala | Hűvösvölgyi Ildikó                                                     | ゆめよいつまでも | Oszugi Kumiko  |